# Robert Adams
Robert Merrihew Adams (8 de setembro de 1937) é um filósofo americano, da área de analítica, especialista em metafísica, filosofia da religião, ética e história da filosofia moderna.
Sua esposa, Marilyn McCord Adams, também era filósofa. Em 2013, ambos em uma visita a Universidade Rutgers junto aos professores da instituição, fundaram o Centro Rutgers de Filosofia da Religião (Rutgers Center for the Philosophy of Religion).
Em seu trabalho acadêmico, Adams publicou sobre Søren Kierkegaard e G.W. Leibniz. Seu trabalho em filosofia da religião inclui ensaios influentes sobre o problema do mal e a relação entre o teísmo e a ética.